# Sophronisca longula
Sophronisca longula är en skalbaggsart som beskrevs av Stefan von Breuning 1964. Sophronisca longula ingår i släktet Sophronisca och familjen långhorningar. Inga underarter finns listade i Catalogue of Life.